# EasyWriter
EasyWriter  fue un procesador de texto escrito por primera vez para la computadora serie Apple II en 1979, el primer procesador de texto para esa plataforma.

## Historia
Publicado por Information Unlimited Software (IUS), fue escrito por Cap'n Software de John Draper, que también produjo una versión de Forth , en el que se desarrolló EasyWriter. Draper desarrolló EasyWriter mientras pasaba las noches en la cárcel del Condado de Alameda bajo un programa de permiso de trabajo.
Más tarde fue trasladado a la IBM PC y lanzado con la nueva computadora en agosto de 1981 como título de lanzamiento. Muchos criticaron EasyWriter 1.0, distribuido por IBM, por tener errores y ser difícil de usar;   PC Magazine  le dijo a la compañía ya en diciembre de 1981 que los suscriptores "desearían que IBM hubiera procesamiento de textos ". La empresa persuadió rápidamente a IUS para que desarrollara una nueva versión. (Cuando el fundador William Baker envió más tarde camisetas de "I Survived EasyWriter", IBM las devolvió indicando que no aceptaba regalos.) IBM ofreció una actualización gratuita a la versión 1.10 a los propietarios de la versión 1.0,  pero la mala calidad de EasyWriter había provocado que otros proporcionaran alternativas rápidamente, como Volkswriter de Camilo Wilson.
IUS lanzó una aplicación separada, EasyWriter II. Completamente reescrito por Basic Software Group,  IUS enfatizó que II — desarrollado con C en lugar de Forth— "no es una versión actualizada de la selección original de IBM o su actualización ".

## Recepción
BYTE  en 1981 revisó EasyWriter y Ea syWriter Professional para Apple II, afirmando que "editar es un placer con cualquiera de las versiones" y aprobando sus funciones, interfaz de usuario y documentación. Sin embargo, en una revisión inicial de IBM PC, la revista de 1982 declaró que EasyWriter para él o Apple II "no parecía ser del mismo calibre que, digamos, VisiCalc o los Peachtree paquetes comerciales", citando la falta de facilidad de uso y el desplazamiento lento como fallas, y recomendó a los quien planeaba usar IBM PC principalmente para procesamiento de texto para comprar otra computadora hasta que haya software alternativo disponible. Andrew Fluegelman escribió en  PC Magazine  que aunque EasyWriter 1.0 parecía ser un procesador de texto fácil de usar para usuarios ocasionales, "contiene algunos inconvenientes muy molestos y algunas trampas muy graves ". Citó varios errores, rendimiento lento y problemas de interfaz de usuario, y más tarde lo llamó "prácticamente un limón".
IBM Don Estridge admitió en 1983 que "intentó usar EasyWriter 1.0 y tuvo la misma experiencia que todos los demás". EasyWriter 1.10 resolvió la mayoría de las quejas de Fluegelman. Informó que "funciona sin problemas, manejará la mayoría de los trabajos de escritura e impresión de rutina, y es fácil de aprender y operar", y que si IBM hubiera lanzado 1.10 por primera vez, EasyWriter probablemente se habría convertido en el procesador de texto estándar para PC.
 BYTE  criticó a EasyWriter II por ejecutarse como booter en lugar de usar DOS, requiriendo discos formateados especialmente para el almacenamiento y una utilidad para convertir a discos formateados en DOS, no siendo compatible con unidades de doble cara , y usando una interfaz de edición fuertemente modal.